# Kuroshio
Pour les articles homonymes, voir Kuroshio (homonymie).

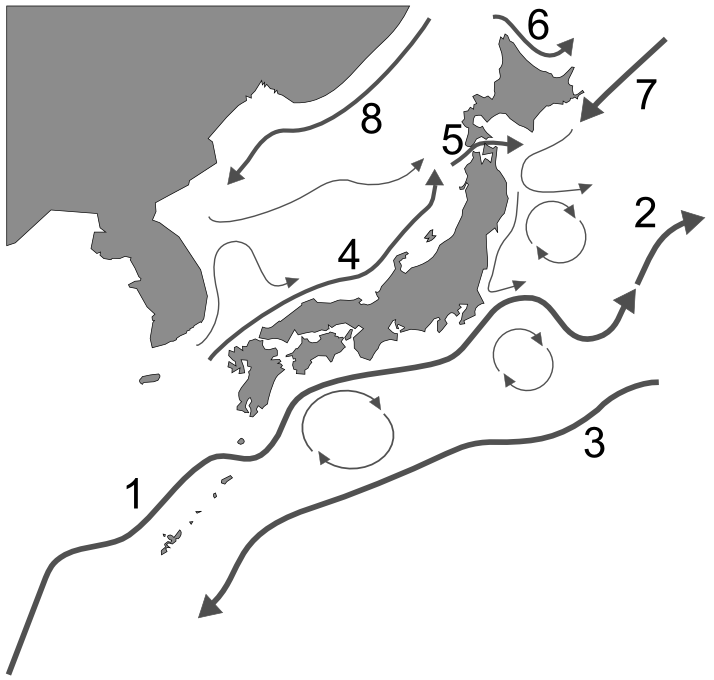
Les courants entourant le Japon : 1. Kuroshio 2. extension du Kuroshio 3. contre courant du Kuroshio 4. courant de Tsushima 5. courant Tsugaru 6. courant de Sōya 7. Oya shivo 8. courant de Liman.

Le courant de Kuroshio, en japonais kuroshio (黒潮, « courant noir »), anciennement orthographié Kuroshiwo ou Kuro shivo, est le second plus grand courant marin au monde, après le Gulf Stream. Il débute dans l'ouest de l'océan Pacifique au large de la côte orientale de Taïwan et se dirige vers les eaux au  nord-est du Japon où il fusionne avec la dérive orientale du courant du Pacifique nord. Il a un rôle analogue à celui du Gulf Stream dans l'océan Atlantique, transportant des eaux chaudes tropicales vers le Nord et les régions polaires.
Son nom fait allusion à la couleur bleu sombre de ses eaux. Il est aussi appelé courant du Japon (日本海流, Nihon kairyū). La branche du courant dans la mer du Japon est appelée courant de Tsushima (対馬海流, Tsushima kairyū) du nom du détroit de Tsushima.
Les eaux chaudes du courant de Kuroshio permettent l'existence des récifs coralliens du Japon, les récifs de corail les plus septentrionaux au monde. 

## Dans la culture populaire
Dans Vingt Mille Lieues sous les mers de Jules Verne édité à partir de 1869, le Nautilus emprunte au départ ce courant appelé Kuro-Scivo (Fleuve-noir), lors de la première exploration sous-marine le menant vers l'île de Crespo, lorsque Ned Land, Conseil et le professeur Arronax arrivent aux côtés du capitaine Nemo.